# سرنوشت مطلع‌نشدگان
سرنوشت مطلع‌نشدگان (به انگلیسی: Fate of the unlearned) (یا عاقبت بشارت‌داده‌نشدگان) یک پرسش فرجام‌شناسانه در مورد سرنوشت نهایی کسانی است که در معرض الهیات یا عقاید دینی خاصی قرار نگرفته‌اند، و در نتیجه فرصت آشنایی و پذیرفتن آن را نداشته‌اند. پرسشی که مطرح می‌شود این است که آیا کسانی که هیچ‌گاه از الزامات صدور یافته از طریق وحی الهی آگاهی نیافته‌اند، به خاطر قصور از پیروی این الزامات مجازات خواهند شد.
گاهی این سؤال به همراه سؤال مشابه در مورد عاقبت ناباوران آورده می‌شود. سنت‌های دینی مختلف، پاسخ‌های متفاوتی به این مسئله می‌دهند؛ در مسیحیت سرنوشت مطلع نشده با سؤال گناه نخستین پیوند می‌خورد. این مسئله گاهی به عنوان برهانی علیه وجود خدا آورده می‌شود، و به عنوان زیرمجموعه‌ای از برهان شر شناخته می‌شود.
در دین اسلام مجازات و بازخواست افراد در روز قیامت مشروط بر رسیدن پیام از طریق کتاب الهی  یا پیامبر در زمان حیات فرد است. اسراء ۱۵:《و ما هرگز (قومی را) مجازات نخواهیم کرد، مگر آنکه پیامبری مبعوث کرده باشیم (تا وظایفشان را بیان کند.) 
همچنین تکلیف هر شخص به اندازه عقل او است》